# Egotel de Nova Caledònia
L'egotel de Nova Caledònia (Aegotheles savesi) és una espècie d'ocell de la família dels egotèlids (Aegothelidae). Habita una petita zona del sud de Nova Caledònia.